# Aeroportul Municipal Mitchell
Aeroportul Municipal Mitchell (IATA: MHE, ICAO: KMHE, FAA LID: MHE) este un aeroport din Comitatul Davison, Dakota de Sud, Dakota de Sud, Statele Unite ale Americii ce deservește zona Mitchell⁠(d). Aeroportul a fost tranzitat în 2019 de 30 de pasageri. A fost numit după zona deservită.
Situat la o altitudine de 397 m, aeroportul dispune de 2 piste.

## Infrastructură

### Piste
Aeroportul dispune de 2 piste. Pista 13/31 are suprafața de asfalt și dimensiunile 6.700 picioare × 100 picioare. Pista 18/36 are suprafața de asfalt și dimensiunile 5.513 picioare × 100 picioare. 